# Aitutaki
Aitutaki es una de las islas Cook (Nueva Zelanda) meridionales, situada a 225 km al norte de Rarotonga.
Aitutaki es casi un atolón de forma traingular, con una isla volcánica, Araura, y una laguna rodeada por un arrecife con 13 islotes bajos de coral. La isla de Araura tiene una superficie de 17 km² y una altitud máxima de 124 metros en el monte Maungapu. Los islotes tienen en total una superficie de 2,4 km². La laguna tiene una profundidad de entre 1 y 3 metros, con un fondo de arena que le da un característico color turquesa transparente.
La villa principal es Arutanga en la costa interior de la isla. La población era de 1.946 habitantes en el censo de 2001. A la punta norte del triángulo dispone de un aeropuerto. El turismo es cada vez más importante (es la segunda isla más visitada de las Islas Cook), atraído por la imagen idílica de islas deshabitadas con playas de palmeras cerca de una laguna azul.
Los polinesios se establecieron en Aitutaki probablemente en el siglo X. El primer contacto europeo fue con el capitán William Bligh, en 1789 poco antes del amotinamiento del HMS Bounty.
Desde 1932 Aitutaki tiene un servicio postal propio con unos sellos apreciados por los coleccionistas. Están impresos por Heraclio Fournier en Vitoria (España).
La isla dispone de un pequeño aeropuerto